# Gerda Sautter de Hotzen
Gerda Sautter de Hotzen (* 11. Oktober 1921 in Diepholz; † 21. Dezember 2009 in Celle; eigentlich: Gerda Hotzen, geborene Sautter, auch: Gerda Hotzen-Sautter) war eine deutsche Bildhauerin, Medaillen-Porträtistin und Krankenschwester.

## Leben

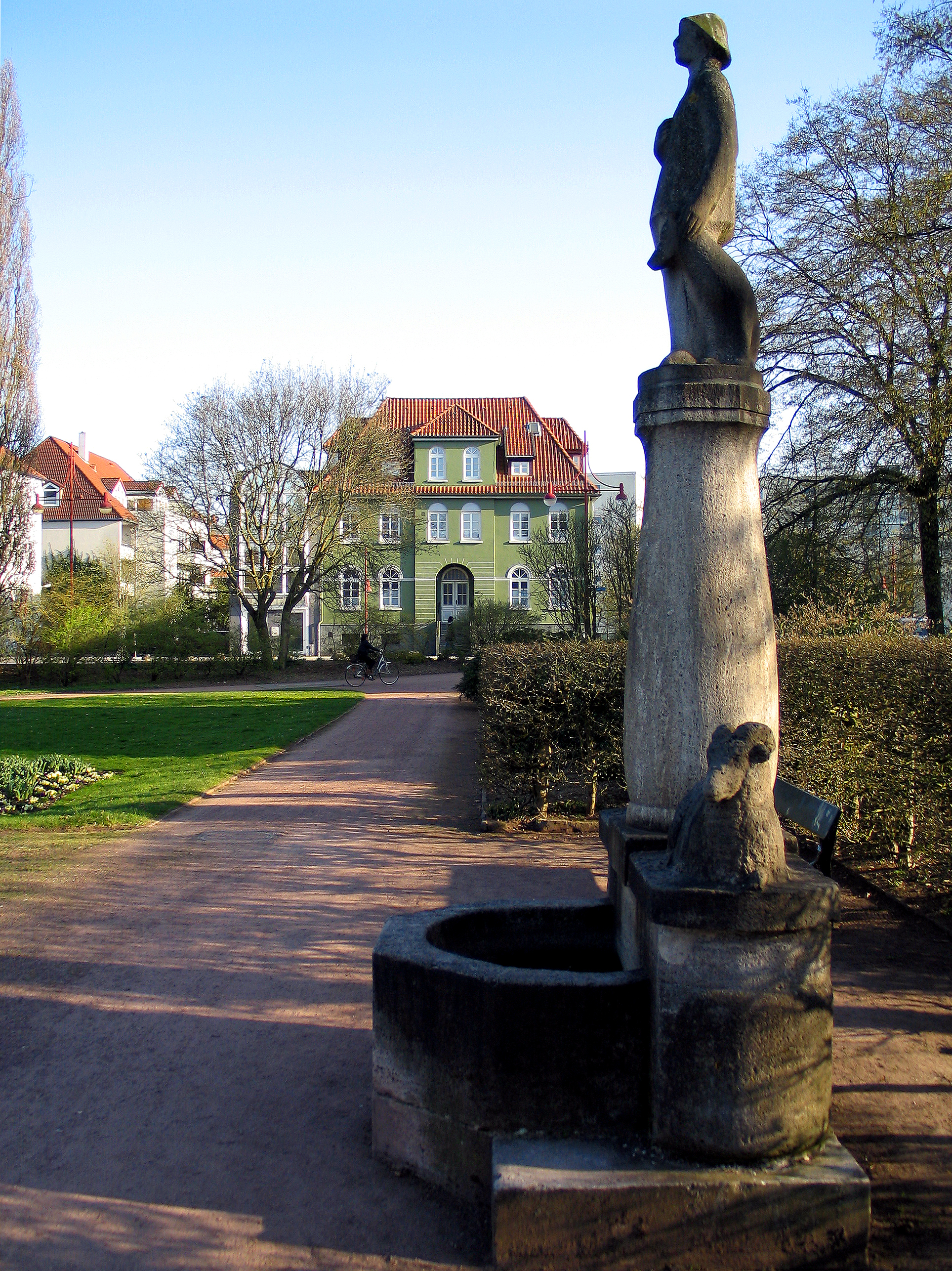
1955 aufgestellte Schäferfigur an einem Brunnen, in den Trift-Anlagen in Celle, hier mit Blick zur Bahnhofstraße

Gerda Hotzen besuchte mitten im Zweiten Weltkrieg von 1940 bis 1943 die Staatliche Holzbildhauerschule Empfershausen/Rhön und arbeitete von 1945 bis 1946 in Celle als Holzbildhauerin. 1946 bis 1949 studierte sie an der Landeskunstschule Hamburg als Schülerin des Bildhauers Edwin Scharff. Wieder in Celle, arbeitete sie 1949 bis 1956 in einem Atelier und wanderte dann nach Mexiko aus.
Nach ihrer Rückkehr nach Celle 1964 wurde Gerda Sautter de Hotzen dort als Krankenschwester tätig, arbeitete zeitweilig jedoch auch als Medaillenporträtistin. Sie war Mitglied der Deutschen Gesellschaft für Medaillenkunst.
Zuletzt wohnte Gerda Hotzen, die im Alter von 88 Jahren starb, unter der Adresse Wehlstraße 6 in Celle.

## Bekannte Werke (unvollständig)
- 1949: Fräulein B, Terrakotta-Figur (25 cm Höhe)[1]
- 1955 aufgestellt in den Trift-Anlagen in Celle: Schäferfigur an einem Brunnen[3]
- Plakette des katholischen SPD-Oberbürgermeisters von Hamburg-Wilhelmsburg, Walter Dudek auf dem Gedenkstein vor der Walter-Dudek-Brücke nahe dem Bahnhof[5]
- Relief am Schwesternwohnheim des Klinikum Wahrendorff in der Wittinger Straße, Celle[6]